# غابرييل ماير
غابرييل ماير (بالفرنسية: Gabrielle Meyer)‏ هي عداءة سريعة فرنسية، ولدت في 10 مايو 1947 في تولوز في فرنسا، وتوفيت في 18 نوفمبر 2018.

## وصلات خارجية
- غابرييل ماير على موقع الاتحاد الفرنسي لألعاب القوى (الفرنسية)
- غابرييل ماير على موقع أوليمبيديا (الإنجليزية)